# Захрад
Захрад (з.-арм. Զահրատ, тур. Zahrad, при рождении Зарех Ялдызджян з.-арм. Զարեհ Յալտըզճեան, тур. Zareh Yaldızcıyan; 10 мая 1924 года, Константинополь — 20 февраля 2007 года, Стамбул) — западноармянский поэт и писатель.

## Биография
Родился 10 мая 1924 года в районе Нишанташы Константинополя. Отец, Мовсес, был юристом, консультантом и переводчиком в Министерстве иностранных дел Османской империи. Мать, Анкинэ, была родом из Салматьи. Рано лишился отца, воспитывался дедом по материнской линии Левоном Вартаняном. 
В 1942 году окончил местный мхистаристский армянский лицей, после чего поступил на медицинский факультет Стамбульского университета, но оставил учебу для того, чтобы зарабатывать. Из-за страха, что его семья не будет по достоинству оценить тот факт, что он хотел быть поэтом, взял псевдоним Захрад. В ноябре 1963 года он женился на Анаис Антреасян. 

## Наследие
Левон Ананян, президент Союза писателей Армении, характеризует Захрада как «огромного дубового дерева поэзии диаспоры, чье литературное наследие оказало глубокое и устойчивое влияние на современную поэзию не только диаспоры, но и Армении».
Писатель и журналист Робер Хаддеджян отзывался о поэте так: «все дороги наших стихов ведут не в Рим, а к Захраду». Его поэзия переведена на 22 языка мира, в том числе на английский, французский, греческий и литовский.
Президент Армении Роберт Кочарян наградил Захрада орденом Мовсеса Хоренаци за вклад в развитие армянской литературы и культуры.

## Труды
- «Մեծ քաղաքը» (Большой город, Стамбул, 1960)
- «Գունաւոր սահմաններ» (Цветные границы, (Стамбул, 1968)
- «Բարի Երկինք» (Доброе небо, Стамбул, 1971)
- «Կանանչ հող» (Зеленая земля, Париж, 1976)
- «Մէկ քարով երկու գարուն» (Две весны одним камнем, Стамбул, 1989)
- «Մաղ մը ջուր» (Решето воды, Стамбул, 1995)
- «Ծայրը ծայրին» (Конец конца, Стамбул, 2001)
- «Ջուրը պատէն վեր» (Вода выше стены, Стамбул, 2004)